# Neotrichia vibrans
Neotrichia vibrans är en nattsländeart som beskrevs av Ross 1938. Neotrichia vibrans ingår i släktet Neotrichia och familjen smånattsländor. Inga underarter finns listade i Catalogue of Life.